# Colibrí presumit de Delattre
El colibrí presumit de Delattre (Lophornis delattrei) és una espècie d'ocell de la família dels troquílids (Trochilidae) que habita la selva humida i altres formacions forestals a les terres baixes i turons del centre de Costa Rica, Panamà, sud i est de Colòmbia, est del Perú i nord i est de Bolívia.